# Johann August Wilhelm von Koppy
Johann August Wilhelm Freiherr von Koppy (geb. am 20. Juni 1745 in Eisleben; gest. 23. Januar 1796) war ein preußischer Offizier und Landrat.

## Leben

### Herkunft
Johann August Wilhelm Freiherr von Koppy war der Sohn von Johann Carl Heinrich von Koppy (1701–1750), Erbherr auf Culm, kurfürstlich-hessischer Leutnant und sachsen-weimarischer Kammerjunker und dessen Ehefrau Frederika, geb. von Schwarzenfels aus Altenburg (1714–1787). Sein Bruder war der spätere Offizier und Zuckerfabrikant Moritz von Koppy.

### Werdegang
Johann August Wilhelm von Koppy kam im Februar 1760 nach Berlin und kam am 23. März des gleichen Jahres in die Kadettenanstalt nach Potsdam. Ab dem 20. Juni 1762 war er im Infanterieregiment No. 44. Im gleichen Jahr wurde er bei der Schlacht bei Freiberg verwundet. Am 10. Juni 1763 erhielt er die Bestallung als Fähnrich und ab Juni 1765 wurde er in diesem Dienstgrad eingesetzt. 15 Jahre später beendete er seinen Militärdienst im Rang eines Offiziers und Capitains aufgrund der früheren Verletzungen.
Im Anschluss erwarb er im Kreis Strehlen die Güter Lorenzberg und Jäschkittel. Die Bitte um Wiederaufnahme in ein Regiment der Kavallerie wurde ihm im Dezember 1778 verwehrt. Nachdem er um das Jahr 1779 Marschkommissar und Kreisdeputierter geworden war, wurde er mittels Ordre vom 5. April 1780 zum Nachfolger von Carl Friedrich Wilhelm von Reibnitz als Landrat des Kreises Grottkau ernannt. Das Amt als Landrat übte er bis zu seinem Tod im Jahr 1796 aus, Nachfolger wurde Johann Eugen von Hundt und Alten Grottkau. Ende 1782 hatte er aufgrund von Unglücksfällen probiert die Erlaubnis für den Verkauf von Jäschkittel an einen Bürgerlichen zu erreichen.

### Familie
Johann August Wilhelm von Koppy war mit Wilhelmine Marie Charlotte (* 1798), geb. von Prignitz verheiratet. Da die Ehe Kinderlos geblieben war, fiel das Gut Ober-Rosen nach ihrem Tod, das einen Wert von 60.000 Talern hatte, an einen Verwandten.